# Hofanlage Pestrup
Die Hofanlage Pestrup in Wildeshausen, Bauerschaft Pestrup, Pestrup 4, zwischen der Kreisstraße K 248 und der östlich verlaufenden Hunte, stammt aus dem 18. und 19. Jahrhundert. Heute (2023) wird sie zum Wohnen und als Büro genutzt.
Das Ensemble steht unter Denkmalschutz.

## Geschichte
Die Hofanlage, umgeben von altem Baumbestand, besteht aus vier größeren Gebäuden, radial um den gepflasterten Hof, und weiteren Nebengebäuden:
- dem eingeschossigen Wohn- und Wirtschaftsgebäude von 1747 in Fachwerk mit Steinausfachungen und reetgedecktem Krüppelwalmdach, Niedersachsengiebel mit Uhlenloch sowie Inschriften am Giebelbalken und über der Grooten Door,
- dem nordöstlichen Stall wohl aus der zweiten Hälfte des 19. Jahrhunderts in Fachwerk mit Steinausfachungen und mit Satteldach,
- dem östlichen Backhaus von 1756 als Wandständerbau in Fachwerk mit Steinausfachungen und Satteldach; am rückwärtigen Giebel angebauter Ofen aus Feldsteinmauerwerk,
- der kleinen Bleichhütte wohl aus der zweiten Hälfte des 19. Jh. in Fachwerk mit Krüppelwalm,
- der Querscheune,
- der südwestlichen Remise wohl aus der ersten Hälfte des 19. Jh. als Wandständerbau in Fachwerk mit verbohlten Ausfachungen und auf Feldsteinfundamenten; wohl in der zweiten Hälfte des 19. Jh. verlängert,
- der westlichen Längsscheune von 1829 aus Fachwerk mit Steinausfachungen und Satteldach,
- den zwei weiteren nicht denkmalgeschützten Nebengebäuden.

Zuletzt wohnte die Familie Ahlers auf dem Hof, der dann nach einem Leerstand von den Familien Tippens und Flath gekauft wurde. Die Anlage wurde 2012/13 gründlich saniert.
Die Landesdenkmalpflege befand: „... geschichtliche Bedeutung ... als exemplarische Hofanlage ...“.